# Przewlekłe zapalenie oskrzeli
Przewlekłe zapalenie oskrzeli (łac. bronchitis chronica) – stan zapalny błony śluzowej oskrzeli, utrzymujący się przez większość dni w 3 miesiącach roku, w dwóch kolejnych latach. Stanowi, obok rozedmy płuc, jedną z dwóch podstawowych przyczyn prowadzących do przewlekłej obturacyjnej choroby płuc (POChP).
Zgodnie z definicją przyjętą przez WHO, za przewlekły nieżyt oskrzeli (pno) uważa się schorzenie oskrzeli, objawiające się kaszlem i odkrztuszaniem plwociny, które utrzymuje się przez 3 miesiące lub dłużej w roku, przynajmniej przez dwa kolejne lata i nie zależy od innej organicznej choroby płuc i oskrzeli (gruźlica, rozstrzenie oskrzeli, nowotwory).

## Czynniki etiologiczne
- palenie tytoniu
- zanieczyszczenie powietrza
- częste infekcje wirusowe

## Patologia
Czynnik uszkadzający (zazwyczaj dym tytoniowy) powoduje migrację komórek stanu zapalnego. Wydzielane mediatory powodują uszkodzenie nabłonka migawkowego dróg oddechowych, a także zwiększenie liczby gruczołów śluzowych. Te dwa procesy nakładając się na siebie doprowadzają do zalegania śluzu, który stanowi doskonałą pożywkę dla rozwoju mikroorganizmów chorobotwórczych. Uszkodzenie nabłonka migawkowego uniemożliwia normalną drogę ewakuacji zalegającej wydzieliny, która jest usuwana w drodze odruchu kaszlowego.

## Objawy
- kaszel z odkrztuszaniem wydzieliny, głównie występujący rano
- w badaniu osłuchowym klatki piersiowej - występowanie świstów i furczeń
- w badaniu spirometrycznym – spadek wskaźnika Tiffneau-Pinellego (FEV1/VC)

## Leczenie
- likwidacja ze środowiska czynników ryzyka (w zasadzie – zaprzestanie palenia)
- doraźne leczenie infekcji
  - antybiotyki[2]
- stosowanie leków rozszerzających oskrzela
  - β2-mimetyki
  - pochodne metyloksantyny (np. teofilina)
  - bromek ipratropium
- niektórzy chorzy mogą odnieść korzyść ze stosowania wziewnych steroidów
- stosowanie leków wykrztuśnych i mukolitycznych
- drenaż oskrzeli[2]

## Klasyfikacja ICD10
| kod ICD10   | nazwa choroby |
| ----------- | --- |
| ICD-10: J41 | Przewlekłe zapalenie oskrzeli proste i śluzowo-ropne |
| ICD-10: J42 | Nieokreślone przewlekłe zapalenie oskrzeli Przewlekłe zapalenie oskrzeli BNO Przewlekłe zapalenie tchawicy Przewlekłe zapalenie tchawicy i oskrzeli |
| ICD-10: J44 | Inna przewlekła zaporowa choroba płuc Przewlekłe zapalenie oskrzeli dychawicze (zaporowe) Przewlekłe zapalenie oskrzeli rozedmowe Przewlekłe zapalenie oskrzeli z niedrożnością górnych dróg oddechowych Przewlekłe zapalenie oskrzeli z rozedmą (płuc) Przewlekła zaporowa dychawica Przewlekłe zaporowe zapalenie oskrzeli Przewlekłe zaporowe zapalenie tchawicy i oskrzeli |